# Rhinotorus clypearis
Rhinotorus clypearis là một loài tò vò trong họ Ichneumonidae.